# S.P.Q.R. (vereniging)
S.P.Q.R. is een Nederlandstalige vereniging van liefhebbers van Rome, gevestigd te Leuven. Ze werd opgericht in 2002.

## Organisatie
De naam is ontleend aan de afkorting SPQR, wat staat voor de Latijnse woorden "Senatus Populusque Romanus" en betekent "de senaat en het volk van Rome". Ook in moderne tijden gebruikt de stad deze afkorting. Het logo van de vereniging toont de Capitolijnse wolvin met op de achtergrond de officiële kleuren van de stad Rome: purper en oranje.
In juni 2025 telde de vereniging 369 leden, zowel Vlamingen, Nederlanders als Italianen. Het werkjaar van de vereniging start op 21 april, de dag waarop de stad Rome in 753 v.C. volgens de legende zou zijn gesticht door Romulus en Remus. Juridisch gezien is het een feitelijke vereniging. 

## Activiteiten
De vereniging verspreidt informatie over Rome via een nieuwsbrief, een website en een Facebookgroep.
Frequent worden bijeenkomsten georganiseerd, waaronder lezingen, boekvoorstellingen, museumbezoek, rondleidingen in Rome en de jaarlijkse receptie op 21 april.

### Romulusprijs
Sinds 2005 reikt S.P.Q.R. jaarlijks de Romulusprijs uit. Tijdens de jaarlijkse receptie wordt deze trofee geschonken aan een persoon, organisatie of bedrijf die het voorgaande jaar een opmerkelijke inspanning heeft geleverd voor de promotie van Rome of Italië in het algemeen. Deze prestatie kan gesitueerd zijn op cultureel, gastronomisch, literair, toeristisch of ander vlak. De winnaar ontvangt een 2,6 kg wegend bronzen duplicaat van de Capitolijnse wolvin.